# مطبخ بريطاني

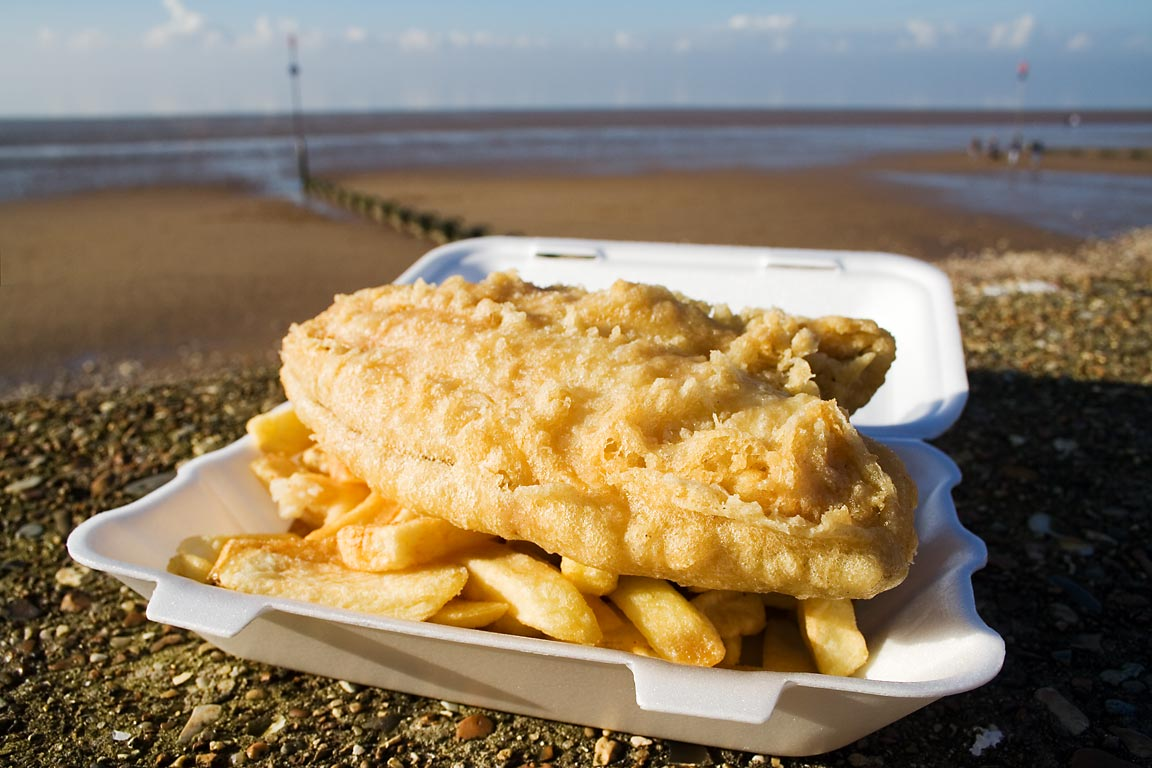
السمك والبطاطا

المطبخ البريطاني هو مجموعة محددة من تقاليد الطهي والممارسات المرتبطة بالمملكة المتحدة تاريخيا، بما في ذلك مطابخ إنجلترا واسكتلندا وويلز وأيرلندا الشمالية. وفقًا لكاتب الطعام كولن سبنسر، كان المطبخ البريطاني تاريخيًا يعني "الأطباق البسيطة المصنوعة من مكونات محلية عالية الجودة، مع صلصات بسيطة لإبراز النكهة، بدلاً من إخفائها".
كان الاعتراف الدولي بالمطبخ البريطاني يقتصر تاريخياً على الإفطار الكامل وعشاء عيد الميلاد. ومع ذلك، أنتجت الزراعة القلطية (السلتية) وتربية الحيوانات مجموعة واسعة من المواد الغذائية للقلطيين الأصليين. جُلِب النبيذ والكلمات مثل لحم البقر ولحم الضأن إلى بريطانيا من قبل النورمانديين بينما طورت إنجلترا الأنجلوسكسونية تقنيات طهي اللحوم والأعشاب اللذيذة قبل أن تصبح هذه الممارسة شائعة في أوروبا. أدخل الغزو النورماندي التوابل الغريبة إلى بريطانيا العظمى في العصور الوسطى.
وصلت مواد غذائية جديدة على مدى آلاف السنين، من النقانق في العصر الروماني، والأرز والسكر والبرتقال والتوابل من آسيا في العصور الوسطى، إلى الفاصوليا والبطاطس في العالم الجديد في التبادل الكولومبي بعد عام 1492، وصلصات الكاري الحارة من الهند في القرنين الثامن عشر والتاسع عشر. العديد من الخضروات التي نراها اليوم في المطبخ البريطاني مثل الملفوف والبازلاء والكرز، جُلِبَت محاصيلًا بواسطة الرومان أيضًا.
تشمل الأطباق البريطانية التقليدية وجبة إفطار كاملة وعشاء مشوي والسمك والبطاطا والضفدع في الحفرة (بالإنجليزية: Toad in the hole) وفطيرة الراعي. تشمل الحلويات التقليدية ترايفل والكعكات وفطيرة التفاح وبودنغ التوفي اللزجة وكعكة فيكتوريا الإسفنجية. جبنة شيدر نشأت في قرية شيدر في سومرست. يتأثر المطبخ البريطاني الحديث بالمأكولات الأخرى وقد أثر بدوره على مطابخ الثقافات حول العالم.
سُمِّي الساندويتش على اسم مخترعها المفترض، جون مونتاغو، إيرل ساندويتش الرابع.
استوعب المطبخ البريطاني النفوذ الثقافي لتلك الثقافات التي استقرت في بريطانيا وانتجت مزيج رائع من الأطباق مثل دجاج جنوب آسيا tikka masala. الأطباق البريطانية تشمل السمك ورقائق البطاطا، ولحم البقر المشوي، لحم بقري مشوي ليوم الأحد، فطيرة اللحم، فطيرة الراعي والسجق والهريس.

## المطبخ البريطاني الحديث
المطبخ البريطاني الحديث أو (البريطاني الجديد) هو أسلوب الطبخ البريطاني التي ظهرت بشكل كامل في أواخر 1970، وأصبحت له شعبية متزايدة. ويستخدم مكونات عالية الجودة المحلية، وإعدادهم بالطرق التقليدية التي تجمع بين الصفات البريطانية مع الابتكارات الحديثة. الكثير من المطبخ البريطاني الحديث يعتمد اعتمادا كبيرا على مكونات من مطابخ البحر الأبيض المتوسط، ومؤخرا من الشرق الأوسط، جنوب آسيا، شرق آسيا، النفوذ التقليدي لمطابخ شمال ووسط أوروبا هو تطور مهم ولكنه يتلاشى. كذلك اتسعت شعبية المطبخ الإنجليزي قد أثرت كثيرا ووأصبح أكثر شعبيه من قبل طهاة التلفزيون وأيضا في كتابة الكتب، مثل فاني Cradock، روبرت كارير، ديليا سميث، غوردون رامزي، حبة لوسون وجيمي أوليفر، جنبا إلى جنب مع برنامج الغذاء، الذي أدلى به بي بي سي راديو 4.

## تواريخ إدخال بعض الأساليب والمواد الغذائية لبريطانيا

### ما قبل التاريخ (قبل 43 ميلادي)
- الخبز من الحبوب المختلطة: حوالي 3700 قبل الميلاد
- الشوفان: حوالى 1000 قبل الميلاد.
- القمح: حوالي 500 قبل الميلاد.
- الأرنب: أواخر العصر الحديدي / الروماني أوائل.

### العصر الروماني (43 حتى 410)
- التفاح.
- الهليون.
- الكرفس.
- الثوم المعمر.
- الكزبرة.
- الخيار.
- مردقوش.
- نخاع.
- البصل.
- الجزر الأبيض.
- البازلاء.
- الدراج.
- روزماري.
- نعنع.
- اللفت.
- النبيذ.

### الفترة الرومانية إلى اكتشاف العالم الجديد (410 حتى1492)
- خبز الجاودار: عصر الفايكينغ، حوالي 500 م.
- الخوخ (المستورد): الانغلوساكسوني.
- البرتقال: 1290.
- قصب السكر:القرن 14.
- الجزر: القرن 15.

### 1492حتى1914
- فلفل حريف.
- البقدونس: 1548.
- السكر المكرر: 1540.
- الليمون: 1577 (أول زراعة مسجله).
- الخوخ:القرن 16.
- البطاطس: 1586.
- فجل: القرن 16.
- الشاي: 1610.
- الموز: 1633.
- القهوة: 1650.
- الشوكولا: 1650.
- الآيس كريم: سجلت أول خدمة في 1672.
- القرنبيط: قبل 1724.
- الطماطم: 1750.
- سندوتش: ورد اسمه في القرن 18.
- الكاري: أول ظهور له على القائمة 1773 وأول مطعم هندي 1809.
- سمك وبطاطا: 1858 أو 1863.

### بعد1914
- بنجر السكر: 1914-1918
- شرائح الخبز: 1930.
- المطاعم الصينية: 1937.

## وصلات خارجية
- www.greatbritishkitchen.co.uk
  - Food Stories نسخة محفوظة 10 أبريل 2021 على موقع واي باك مشين. — Explore a century of revolutionary change in UK food culture on the British Library's Food Stories website